# Zentralkrankenhaus Bozen

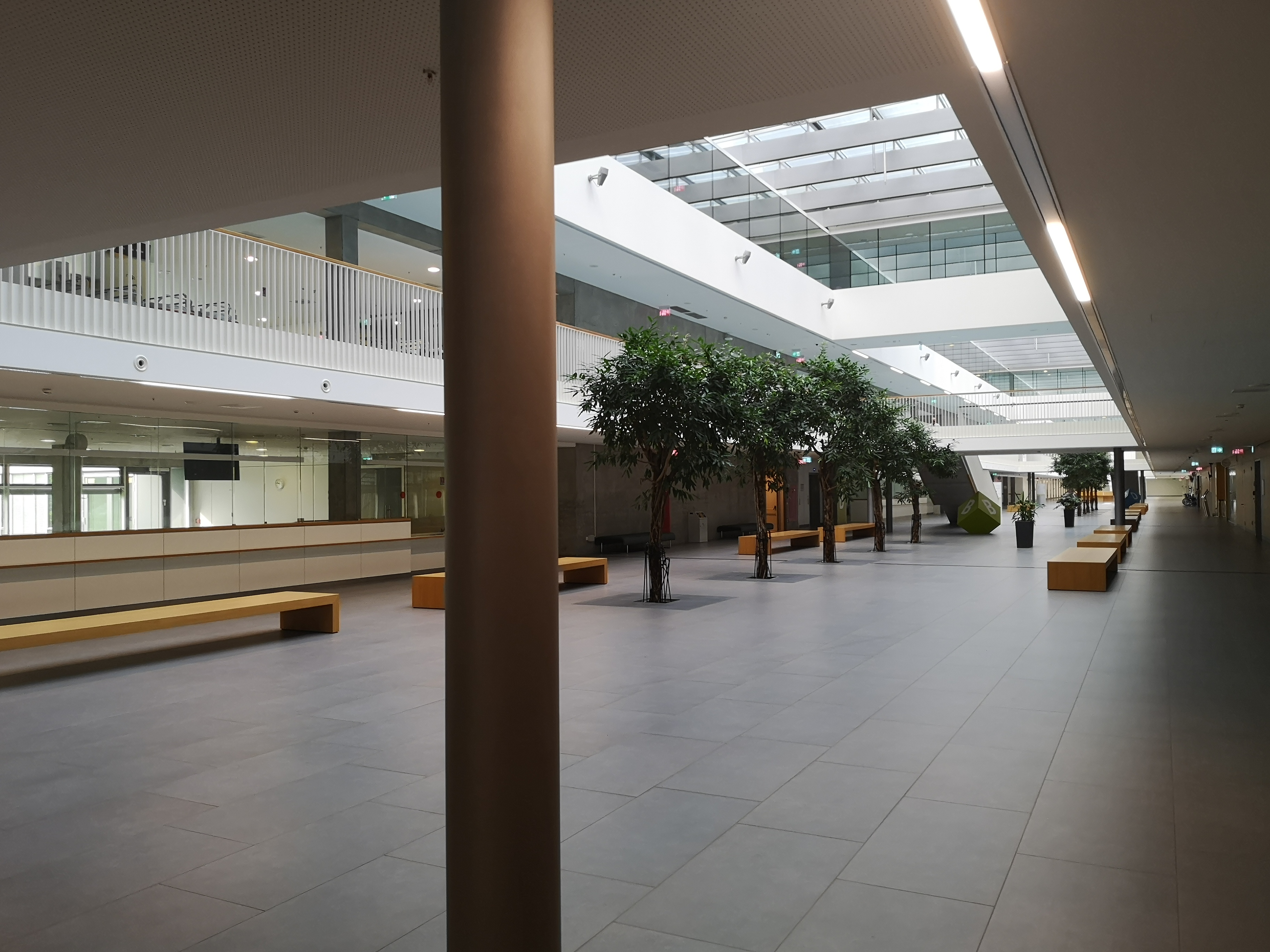
Der Innenbereich des Neubautrakts, Erdgeschoß

Das Zentralkrankenhaus Bozen ist das größte Krankenhaus in der italienischen Provinz Südtirol. Es befindet sich im Stadtteil Gries-Quirein in der Lorenz-Böhler-Straße. Der Gesundheitsbezirk von Bozen ist für ein Gebiet von 1525 km² zuständig. Das Einzugsgebiet des Krankenhauses umfasst etwa 45 % der Gesamtbevölkerung des Landes.
Das Klinikum verfügt über 790 Betten; im Jahr 2010 wurden 27.870 Patienten stationär aufgenommen. Die mittlere stationäre Behandlungsdauer beträgt 7,1 Tage, die Auslastung 79,4 %.
Für die Erneuerung und Erweiterung des in mehreren Etappen während der Jahre 1963, 1978 und 1993 erbauten Krankenhauses wurde 1998 ein internationaler Ideen- und Planungswettbewerb ausgeschrieben. Der Entwurf des Stuttgarter Architektenteams unter Astrid Tiemann-Petri gewann diesen Wettbewerb. Seit 2005 wird der Gebäudekomplex vollständig erneuert und erweitert. Verwaltet wird die Einrichtung durch den Südtiroler Sanitätsbetrieb.
Gleich neben dem Krankenhaus befindet sich die Claudiana – Universitäres Ausbildungszentrum für Gesundheitsberufe.

## Leitung
- Ärztlicher Leiter: Flavio Girardi
- Pflegedienstleitung: Konrad Tratter
- Verwaltungsleiter: Enrico Wegher

## Abteilungen
- Anästhesie und Intensivmedizin 1 und 2
- Augenheilkunde
- Beobachtungsstation
- allgemeine Chirurgie
- Dermatologie
- Gastroenterologie, Physiopathologie und Endoskopie des Verdauungstraktes
- Geburtshilfe
- Gefäß- und Thoraxchirurgie
- Geriatrie
- Gynäkologie
- Hals-Nasen-Ohren-Heilkunde
- Hämatologie und Zentrum für Knochenmarkstransplantation
- Infektionskrankheiten
- Innere Medizin
- Kardiologie und kardiologische Funktionsproben
- Kinderchirurgie
- Medizinische Onkologie
- Neonatologie und Neugeborenenintensivstation
- Nephrologie und Dialyse
- Neurochirurgie
- Neurologie
- Notaufnahme
- Orthopädie und Traumatologie
- Pädiatrie
- Physische Rehabilitation im Krankenhaus
- Pneumologie und pneumologische Funktionsproben
- Psychiatrie
- Urologie
- Zahnheilkunde